# Recensement du Pakistan de 2023

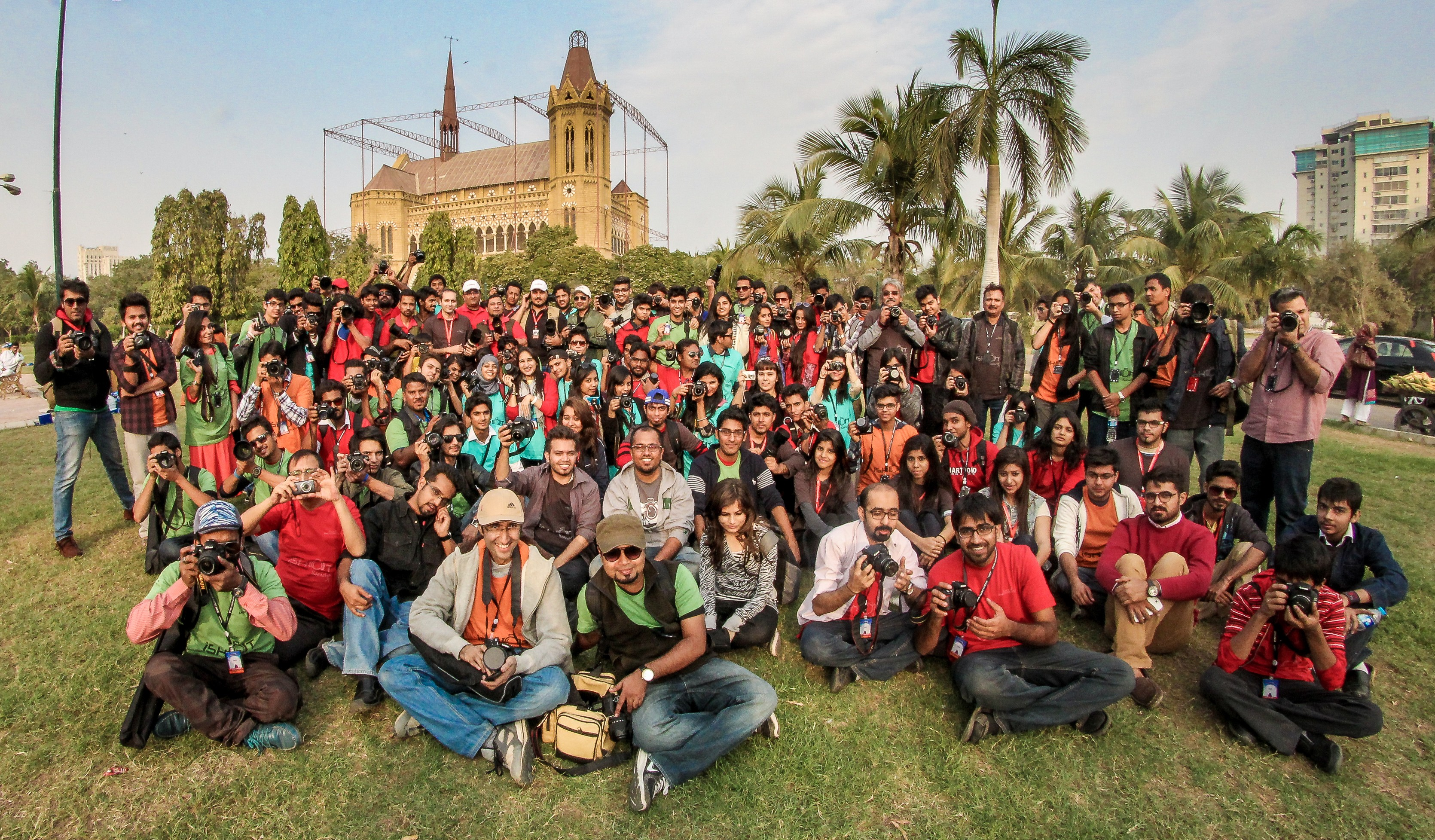
Wikipédiens pakistanais à Karachi, en 2013.

Le recensement de 2023 au Pakistan est le dénombrement détaillé de la population pakistanaise et le septième recensement national mené dans le pays,,. Cette étude a été menée par le Bureau des statistiques du Pakistan. Il s’agissait également du premier recensement numérique jamais réalisé au Pakistan, y compris le premier dans l’histoire de l’Asie du Sud.
Le recensement a été initialement organisé du 1er mars 2023 au 1er avril 2023. Il a été prolongé plusieurs fois jusqu'au 30 mai 2023, en raison d'un dénombrement incomplet dans les grandes villes comme Karachi, Lahore et Faisalabad, où les gens sont plus mobiles et donc plus difficiles à compter, et dans les régions reculées et rurales du Baloutchistan. L'extension a également été utilisée par les responsables du Bureau et les recenseurs pour des contrôles de qualité, afin de vérifier si tous les ménages et toutes les personnes étaient correctement comptés dans chaque zone,,. Le recensement de 2023 a comptabilisé une population totale de 241 492 917 personnes dans tout le pays (hors Gilgit-Baltistan et Azad Cachemire),.

## Contexte

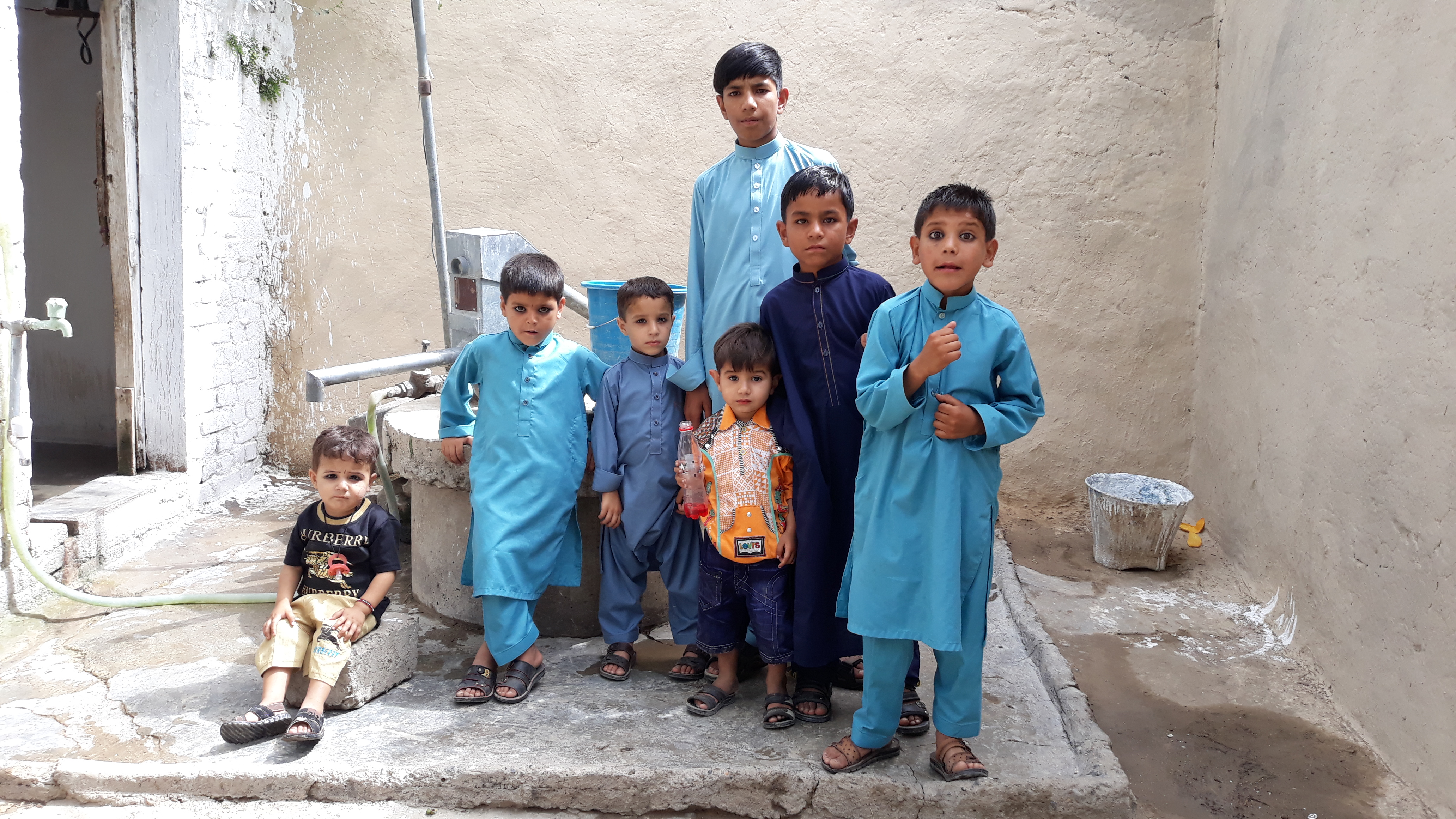
Famille du district de Kurram, province de Khyber Pakhtunkhwa.

La Constitution du Pakistan exige qu’un recensement de la population soit organisé tous les dix ans. Les résultats des recensements sont utilisés pour l'allocation des ressources, les cadres d'échantillonnage, la délimitation des circonscriptions électorales, la répartition et la planification des politiques futures.
Après l'indépendance du Pakistan en 1947, des recensements ont été organisés en 1951, 1961, 1972 (retardé d'un an en raison de la guerre en 1971) et 1981. Toutefois, les recensements suivants ont été retardés jusqu’en 1998 et 2017 en raison de désaccord politiques et de l’instabilité institutionnelle. Le recensement de 2017 a été le dernier recensement réalisé dans le pays et a enregistré une population totale de 213,2 millions d'habitants.
La plupart des organisations internationales et des démographes estimaient que la plus grande ville du Pakistan, Karachi, aurait une population comprise entre 17 et 25 millions d'habitants avant le recensement,, mais lorsque les résultats du recensement sont arrivés, ils ont montré que la population de Karachi s'élevait à seulement 14,9 millions. Pour cette raison, les résultats du recensement de 2017 ont été immédiatement contestés par le gouvernement du Sind, et de nombreux grands partis politiques sindis, à savoir le Parti du peuple pakistanais, le Jamaat-e-Islami Pakistan, le Mouvement Muttahida Qaumi, et le Parti Pak Sarzameen, qui ont tous refusé d'accepter les résultats définitifs et ont demandé un recomptage. Ils ont cité des études menées par des organisations intergouvernementales telles que l’UNICEF, les statistiques des cartes d’identité nationales, et les listes électorales, pour étayer leur affirmation, tout en prenant note du fait qu’aucune enquête post-censitaire n’a été menée après le recensement de 2017,. Le Ministre en chef du Sind Murad Ali Shah a affirmé que la population du Sind s'élevait à 61 millions (au-dessus du chiffre recensé de 48 millions).
En raison de l'opposition de la province du Sind aux résultats du recensement de 2017, la publication des résultats définitifs a été retardée pendant des années par le Conseil des intérêts communs (CCI), où le Sind a exprimé à plusieurs reprises ses objections,,. Finalement, en avril 2021, la CCI a approuvé les résultats définitifs du recensement de 2017 à condition que l’État organise un autre recensement avant un délai de dix ans, et que les résultats de ce recensement soient utilisés pour la délimitation des circonscriptions lors des élections législatives de 2023.
En février 2022, un calendrier pour la réalisation du recensement avait été préparé sur la base du dénombrement qui aurait lieu en août 2022, mais début avril, le Bureau pakistanais des statistiques a été confronté à un retard dans l'achat de matériel nécessaire. Cela a retardé la date du recensement de plusieurs mois par rapport au plan initial, car le recensement pilote et la formation n'ont pas pu avoir lieu à temps.
Alors qu'à l'origine, le recensement devait avoir lieu du 15 octobre au 15 novembre, un autre retard s'est produit, repoussant le recensement à la dernière semaine de décembre, alors que les résultats devaient être soumis à la Commission électorale du Pakistan d'ici mars 2023. Début novembre, un nouveau report de trois mois a lieu, les travaux de terrain devant commencer le 1er février 2023 et se terminer le 4 mars 2023. Ce retard était en grande partie dû aux inondations dévastatrices qui avaient ravagé le pays cette année-là.
La phase pilote du recensement a débuté avec succès le 20 juillet 2022 dans 429 blocs de recensement de 83 tehsils à travers tout le pays. L'Autorité nationale de base de données et d'enregistrement (NADRA) a déployé sa technologie pour garantir l'exactitude, la responsabilité et la transparence et a inauguré le logiciel qui sera plus tard utilisé pour le recensement,,. Le recensement pilote s'est achevé le 3 août et la NADRA a été chargée de préparer un résumé détaillé à présenter au ministre fédéral de la Planification et du Développement,.
Selon le rapport OpenData Pakistan, le Pakistan compte 6 445 villes, villages répartis en 1 972 codes postaux. Il s’agit de l’ensemble de données le plus précis et le plus complet du pays.

## Conception

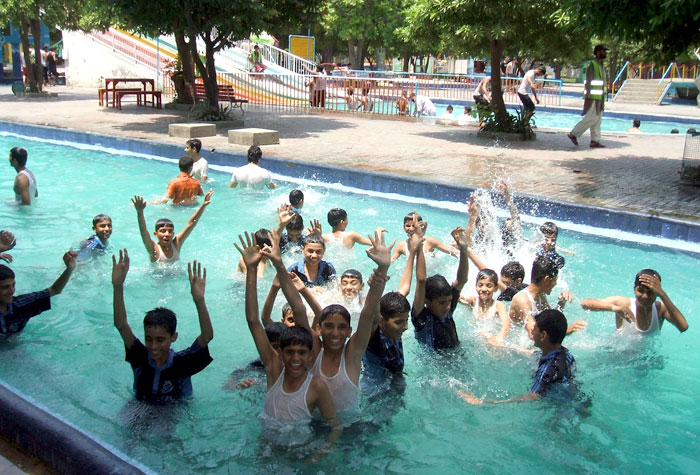
Graçons orphelins à Lahore, province du Pendjab.

Le ministre pakistanais de la Planification et du Développement, Asad Umar, a déclaré que l'armée se chargerait de la sécurité mais ne participerait pas à la collecte de données,. Les Pakistanais seront comptés en fonction de l'endroit où ils ont vécu au cours des six derniers mois, sur la base du « tel quel, où qu'ils soient ». L'exercice sera également le premier recensement numérique du pays, le ministre déclarant que « 98 % du processus » sera mené numériquement et le géorepérage et la cartographie SIG seront utilisés pour surveiller l'opération.
Le recensement de 2023 au Pakistan comprendra deux questionnaires : un sur le logement et un personnel. Chaque question des deux formulaires a été étudiée et améliorée par un comité du questionnaire composé de douze membres, dirigé par le démographe Dr. GM Arif. Le 15 juillet 2021, le comité a tenu une réunion au cours de laquelle il a finalisé les deux questionnaires à l'unanimité.
Sur le formulaire individuel, la question religieuse a connu un élargissement. Le nombre d'identifications religieuses que les Pakistanais pouvaient utiliser lors du recensement de 2017 était de six (musulman, chrétien, hindou, ahmadiyya, castes répertoriées et autres), mais ce nombre est passé à huit en 2023 avec l'ajout des catégories sikh et parsi. Ce changement est intervenu après une importante campagne menée par les sikhs pakistanais pour être reconnus comme religion en 2017. Ce changement avait également été imposé par un juge de la Cour suprême, qui avait décidé en octobre 2018 que lors du prochain recensement, une catégorie distincte pour les Sikhs devrait être prévue,.
La question demandant la langue maternelle des répondants a également vu son nombre de catégories augmenter. Alors qu'en 2017, seules dix catégories étaient répertoriées (ourdou, pendjabi, sindhi, pachtoune, baloutche, cachemiri, saraiki, hindko, brahui et autre), le formulaire du recensement de 2023 comporte 14 choix. Désormais, le Shina, Balti, Kalasha et Kohistani sont reconnus dans le formulaire comme des langues autonomes.
La question sur la nationalité a également connu une amélioration, passant d'une option binaire demandant aux répondants s'ils étaient Pakistanais ou non, à donner aux répondants plus d'options. Le formulaire 2023 comprend cinq choix : Pakistanais, Afghan, Bangladais, Chinois ou autre.
De décembre 2022 à janvier 2023, les formateurs et les recenseurs se sont préparés aux opérations. Le 6 décembre 2022, la formation des maîtres formateurs a débuté par une cérémonie d'inauguration. Au 19 décembre, 2 875 formateurs au niveau divisionnaire ont commencé leur préparation à travers le pays. Enfin, le 7 janvier, un groupe de 121 000 agents de terrain au niveau des tehsils devrait commencer leur formation.

## Comptage

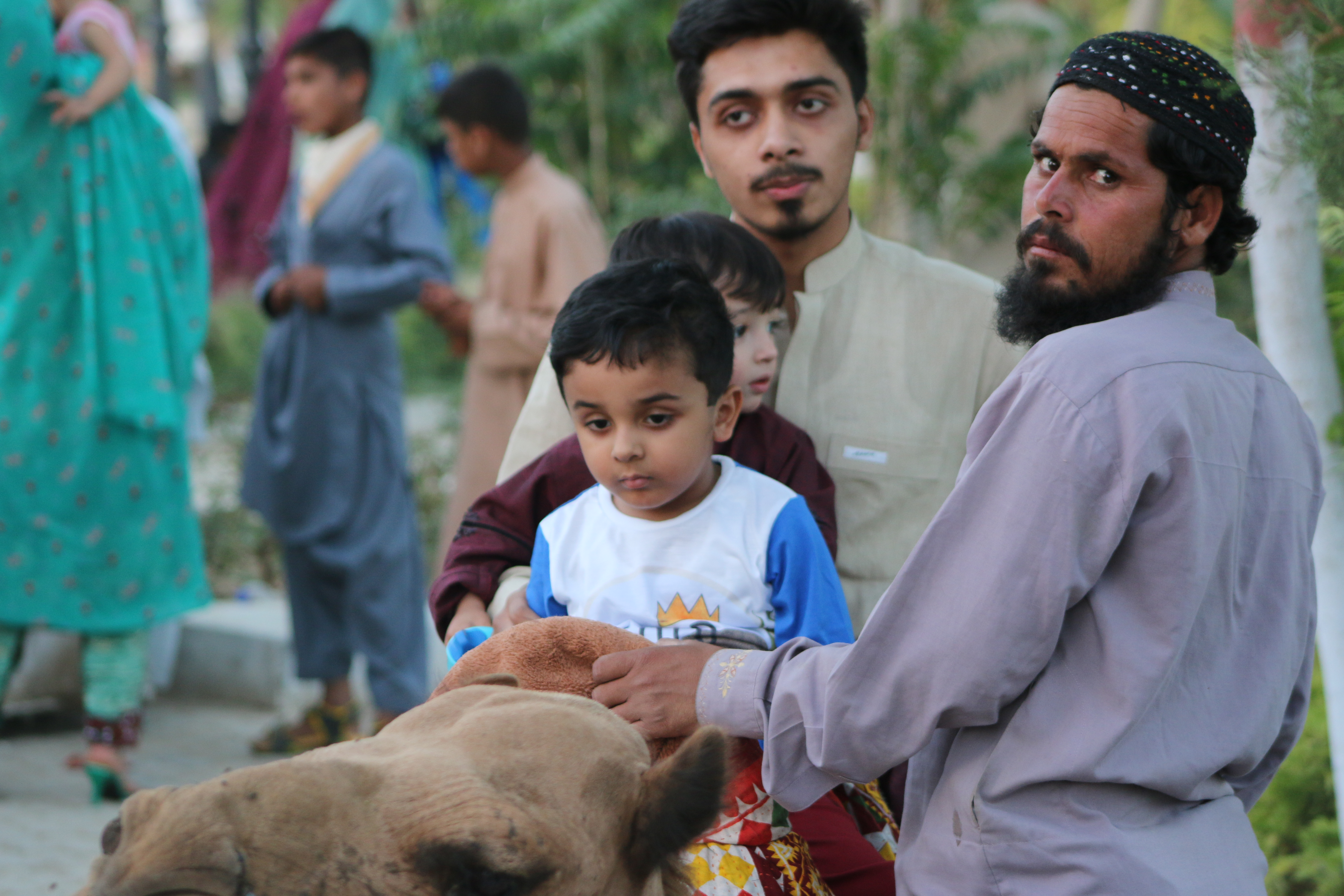
Famille fetant l'Aïd al-Adha à Quetta en 2017.

Au 15 avril 2023, 100 % des travaux avaient été réalisés dans 122 districts sur 156 - tandis que plus de 90 % des travaux avaient été réalisés dans les districts restants. Les travaux de recensement se poursuivront dans des grandes villes comme Karachi, Lahore et Faisalabad, tandis que la date a été prolongée dans 20 autres districts, dont Jacobabad, ainsi que dans la province du Baloutchistan.
Au 22 avril 2023, plus de 235 millions de personnes avaient été recensées, soit une augmentation de plus de 10 % par rapport au recensement de 2017, soit d'environ 22,2 millions de personnes. Le recensement a ensuite été prolongé jusqu'au 30 avril 2023, avec une pause entre le 21 et le 25 avril, en raison des vacances de l'Aïd. La majeure partie du dénombrement restant se concentrerait sur Karachi, Hyderabad et Quetta. Le 28 avril, le recensement a été à nouveau prolongé jusqu'au 15 mai.
Au 6 mai 2023, un total de 241 831 019 personnes ont été recensées dans tout le Pakistan, soit 28,6 millions de plus que lors du recensement de 2017. Au 12 mai 2023, un total de 238 659 411 personnes avaient été recensées (un chiffre qui inclut le Territoire de la capitale d'Islamabad, mais exclut le Gilgit Baltistan et l'Azad Jammu-et-Cachemire).
Le 22 mai 2023, le dénombrement s'est terminé dans tout le Pakistan, bien que plusieurs zones du nord montagneux aient continué à être recensées jusqu'au 30 mai 2023 en raison de fortes chutes de neige dans ces zones et de problèmes de sécurité. De plus, les personnes qui n'ont pas été recensées ont pu appeler le Bureau des statistiques du Pakistan jusqu'au 30 mai et être quand même comptabilisées.

## Résultats

### Vue générale
Le 5 août 2023, le Conseil des intérêts communs (CCI) a approuvé « à l’unanimité » les résultats du recensement numérique de 2023. La population du Pakistan a augmenté pour atteindre 241,49 millions avec un taux de croissance annuel de 2,55 %. La population rurale représente 61,18 % de la population totale du Pakistan tandis que la population urbaine est de 38,82 %. Pour certaines zones sensibles et certaines résidences collectives, totalisant 1 041 342 personnes, seules la population, le sexe et la population urbaine/rurale ont pu être déterminés, laissant la population comptabilisée pour les autres tableaux à 240 458 089.
| Unité administrative          | Population (2017) | Population (2023) | Croissance annualisée |
| ----------------------------- | ----------------- | ----------------- | --------------------- |
| Khyber Pakhtunkhwa            | 35 501 964        | 40 856 097        | 2,38 %                |
| Pendjab                       | 109 989 655       | 127 688 922       | 2,53 %                |
| Sind                          | 47 854 510        | 55 696 147        | 2,57 %                |
| Baloutchistan                 | 12 335 129        | 14 894 402        | 3,20 %                |
| TFI                           | 2 003 368         | 2 363 863         | 2,80 %                |
| Azad Cachemire                | 4 045 367         |                   |                       |
| Gilgit-Baltistan              | 1 492 924         |                   |                       |
| Quatre provinces et Islamabad | 207 684 626       | 241 499 431       | 2,55%                 |
| Total Pakistan                | 213 222 917       |                   |                       |

### Religion

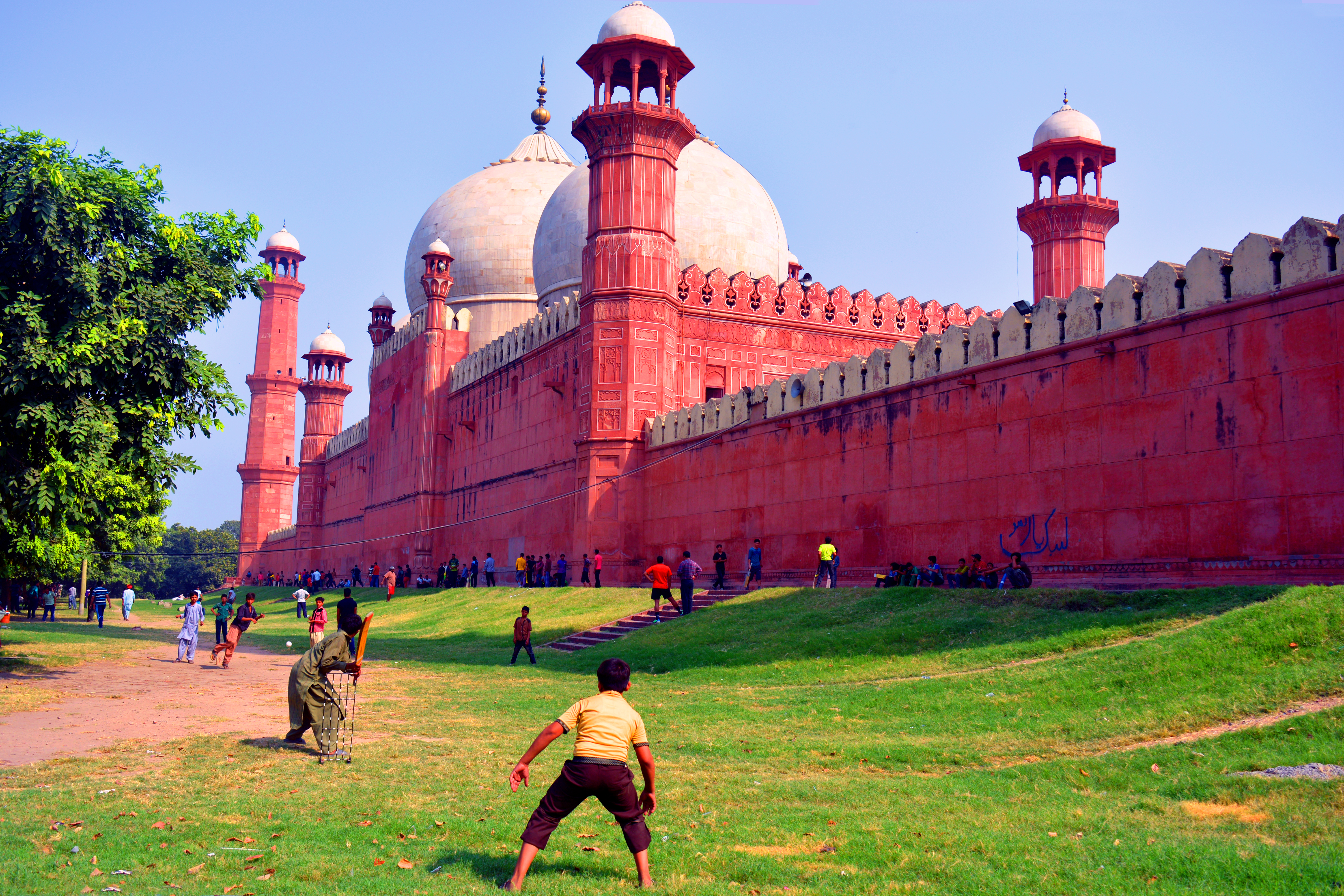
Enfants jouant au cricket au pied de la mosquée Royale de Lahore.

| Religion                                            | Population  | %       |
| --------------------------------------------------- | ----------- | ------- |
| Musulmans                                           | 231 686 709 | 96,35 % |
| Hindous (y compris les basses castes)               | 5 217 216   | 2,17 %  |
| Chrétiens                                           | 3 300 788   | 1,37 %  |
| Ahmadis                                             | 162 684     | 0,07 %  |
| Sikhs                                               | 15 992      | 0,006 % |
| Zoroastriens                                        | 2 348       | 0 %     |
| Autres (y compris les Kalashs, Bahaïs, bouddhistes) | 72 346      | 0,03 %  |
| Total                                               | 240 458 089 | 100 %   |

### Langues
Langues au Pakistan (2023)
- pendjabi (36,98 %)
- pachto (18,15 %)
- sindhi (14,31 %)
- saraiki (12,00 %)
- ourdou (9,25 %)
- baloutchi (3,38 %)
- autres (5,93 %)

|   | Langue    | % (1998) | % (2023) | +/-  | Province prédominante           |
| - | --------- | -------- | -------- | ---- | ------------------------------- |
| 1 | Pendjabi  | 44,15 %  | 36,98 %  | 7,17 | 67 % dans le Pendjab            |
| 2 | Pachto    | 15,42 %  | 18,15 %  | 2,71 | 81 % dans le Khyber Pakhtunkhwa |
| 3 | Sindhi    | 14,10 %  | 14,31 %  | 0,21 | 60 % dans le Sind               |
| 4 | Saraiki   | 10,53 %  | 12,00 %  | 1,47 | 21 % dans le Pendjab            |
| 5 | Ourdou    | 7,57 %   | 9,25 %   | 1,68 | 22 % dans le Sind               |
| 6 | Baloutchi | 3,57 %   | 3,38 %   | 0,97 | 40 % dans le Baloutchistan      |
| 7 | Brahoui   | 3,57 %   | 1,16 %   | 0,97 | 17 % dans le Baloutchistan      |
| 8 | Hindko    | 4,66 %   | 2,32 %   | 0,11 | 9 % dans le Khyber Pakhtunkhwa  |
| 9 | Autres    | 4,66 %   | 2,45 %   | 0,11 | -                               |

### Éducation
| Unité administrative | Alphabétisation | Gender gap | % Déscolarisée |
| -------------------- | --------------- | ---------- | -------------- |
| Khyber Pakhtunkhwa   | 51,09 %         | 27,42      | 48,4 %         |
| Pendjab              | 66,25 %         | 11,79      | 33,7 %         |
| Sind                 | 57,54 %         | 14,02      | 46,7 %         |
| Baloutchistan        | 42,01 %         | 17,70      | 61,9 %         |
| TFI                  | 83,97 %         | 9,10       | 16,5 %         |
| Total Pakistan       | 60,65 %         | 15,16      | 40,6 %         |

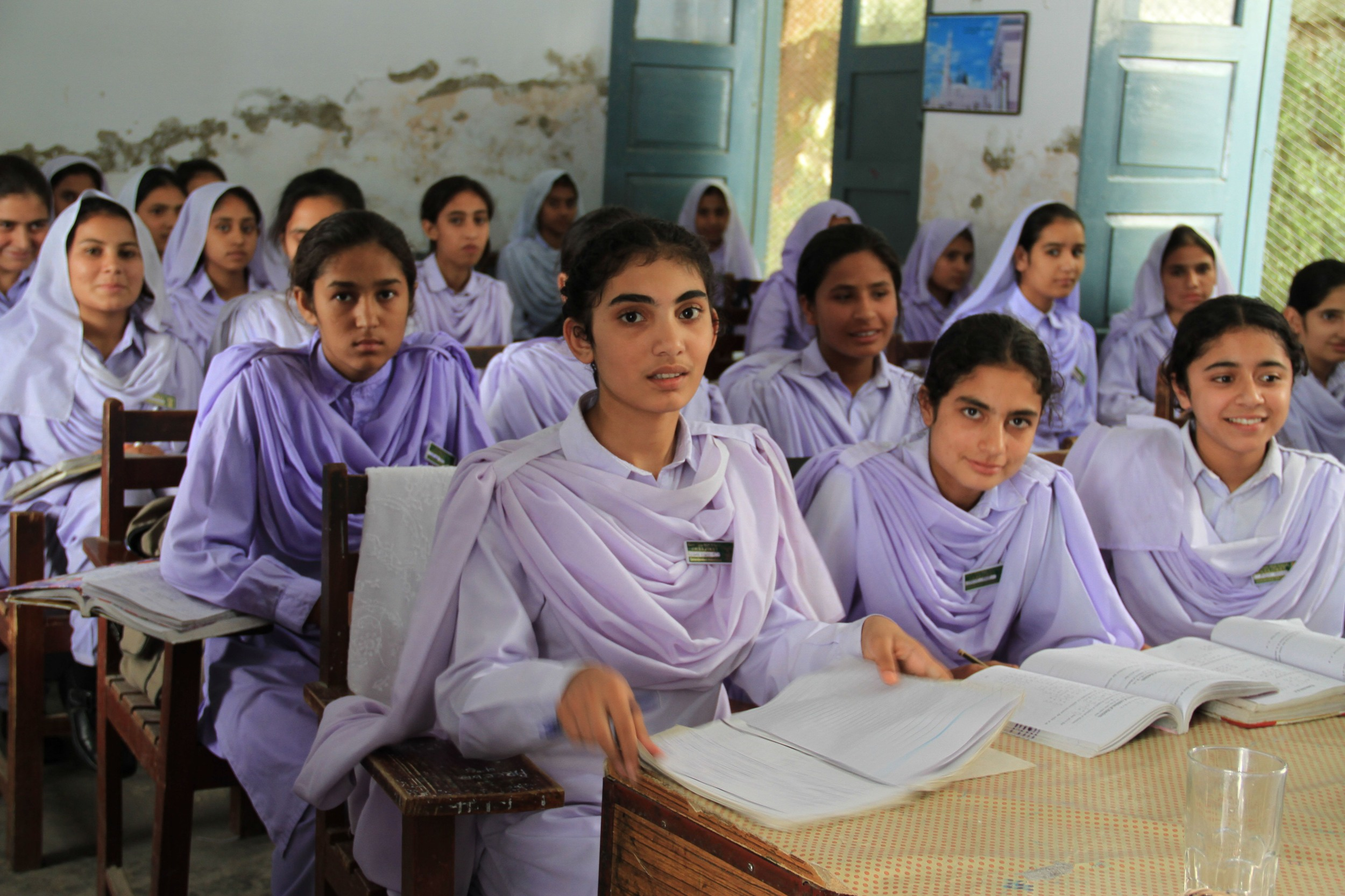
Une école pour filles dans la province de Khyber Pakhtunkhwa, en 2011.

Lecture : 60,65 % de la population totale du Pakistan est considérée comme alphabète en 2023, le taux des hommes est de 15,16 points supérieur à celui des femmes, et 40,6 % de l'ensemble de la population âgée de plus de cinq ans n'est jamais allée à l'école au cours de sa vie.

### Âge

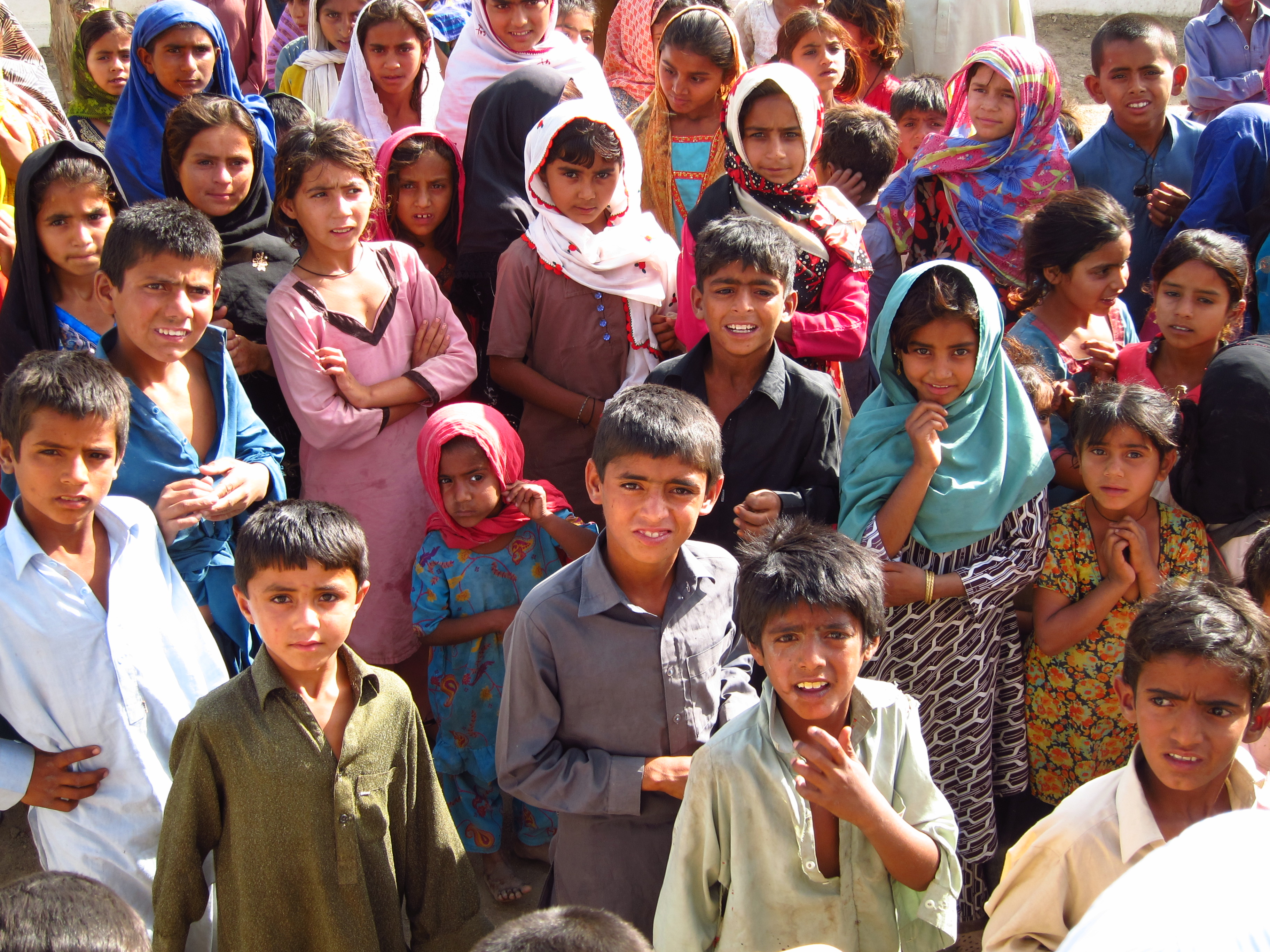
Enfants du Sind.

La population pakistanaise est dans l'ensemble très jeune, puisque plus de la moitié ont moins de 18 ans. La population active rassemble 134 millions de personnes, près de 56 % des habitants du pays.
| Unité administrative | - de 5 ans | - de 15 ans | 15-64 ans | + 65 ans |
| -------------------- | ---------- | ----------- | --------- | -------- |
| Khyber Pakhtunkhwa   | 15,6 %     | 43,5 %      | 53,3 %    | 3,3 %    |
| Pendjab              | 14,4 %     | 38,2 %      | 57,8 %    | 4,0 %    |
| Sind                 | 15,7 %     | 41,8 %      | 55,2 %    | 3,1 %    |
| Baloutchistan        | 19,5 %     | 49,7 %      | 48,2 %    | 2,1 %    |
| TFI                  | 10,4 %     | 32,3 %      | 63,4 %    | 4,3 %    |
| Total Pakistan       | 15,2 %     | 40,6 %      | 55,9 %    | 3,5 %    |

## Chronologie
- 23 février 2022 : Le Centre national de coordination du recensement (NCCC) a été créé en prévision du recensement. Il surveillera les données et informations du recensement en direct[2],[3].
- 20 juillet 2022 : début de la phase pilote du recensement avec le déploiement du matériel électronique dans 429 blocs de recensement[29],[30],[31]
- 3 août 2022 : la phase pilote du recensement est achevée[32],[33].
- 20 février 2023 : inauguration d'un portail d'auto-dénombrement permettant aux citoyens de remplir eux-mêmes leurs données en ligne[54].
- Du 1er mars 2023 au 30 mai 2023 : plus de 121 000 agents de terrain formés visitent physiquement des personnes dans tout le Pakistan et collectent des données sur les tablettes.
- 19 juillet 2024 : publication des résultats préliminaires.